# Richard Weidling
Karl Richard Weidling, född 19 juli 1906 i Burlöv, död 27 mars 1988 i Engelbrekts församling i Stockholm, var en svensk officer i Flygvapnet.

## Biografi
Richard Weidling var tillförordnad flottiljchef för Roslagens flygflottilj (F 2) åren 1948 och 1949. År 1949 avvecklades flottiljen, och omorganiserades till ett markskoleförband inom Flygvapnet.